# Classe Krivak
La classe Krivak (nome in codice NATO delle navi progetto 1135 Burevestnik) ha rappresentato un salto di qualità nel naviglio costiero sovietico, producendo unità paragonabili strutturalmente ad una fregata occidentale, ma dotate ancora di un sistema d'arma relativamente poco flessibile e pensato piuttosto per la collaborazione con navi più grandi e velivoli basati a terra. Queste fregate hanno una forma dello scafo con un bordo libero relativamente basso e dalla linea estremamente armoniosa e compatta, mentre anche le sovrastrutture sono a loro volta basse e compatte, dando alla nave un buon disegno per affrontare condizioni di elevato moto ondoso restando stabile, grazie al basso baricentro, e al tempo stesso valide doti velocistiche quando richiesto, essendo equipaggiate con quattro turbine a gas in configurazione COGAG.
Nella Marina Sovietica queste navi sono classificate SKR (Storoževoj Korabl'; russo: сторожевой корабль) cioè nave da pattugliamento e il compito principale è quello di pattugliare le acque non molto distanti dalla costa.

## Le sottoclassi
Il progetto è differenziato in 3 sottoclassi:
Krivak I
- La classe Krivak I o progetto 1135 Burevestnik era l'archetipo della classe, dotata di un sonar a profondità variabile a poppa, abbinato con un sistema di lancio Silex per 4 missili antisom-antinave a prua, mentre il resto dell'armamento riguardava 2 rampe per SAM SA-N 4 con 36 armi (a prua e poppa), 2 lanciarazzi RBU-6000 a prua, 2 impianti tls con 10 tubi da 533 mm ASW-AN a centro nave, 2 impianti binati da 76 mm a poppa con il relativo grande radar Kite screech per la direzione tiro. Sono disponibili anche ferroguide per mine e forse cariche di profondità.

Krivak II
- La classe Krivak II o progetto 1135M Burevestnik M è il tipo successivo, relativamente simile al precedente, con la sostituzione dei due impianti binati da 76 mm con altrettanti da 100 mm singoli ed un nuovo sonar a profondità variabile.

Krivak III
- La classe Krivak III o progetto 1135.1 Nerej (Nereus) è l'ultima, almeno per l'epoca sovietica, di tali sottoclassi. Vennero progettate e costruite per essere impiegate dal servizio costiero del KGB. Classificate PSKR (Pograničnij Storoževoj Korabl'; cirillico: Пограничний сторожевой корабль) cioè nave da pattugliamento dei confini, sono utilizzate dalla Guardia Costiera della Guardia di Frontiera Federale russa. Sono armate con un unico cannone da 100 mm a prua, con la rimozione di un lanciamissili SA-N-4 Gecko e del lanciatore SS-N-14 Silex. Restano, oltre al cannone, i due lanciarazzi antisommergibile RBU, i due tubi lanciasiluri e l'altro SA-N 4, mentre è presente un elicottero Ka-25/27 in uno stretto hangar poppiero. Queste modifiche sono state apportate al fine di migliorare le capacità ASW, mentre per mantenere le capacità antiaeree dopo la rimozione di un lanciamissili e di un cannone da 100 mm, sono stati installati due CIWS Kaštan da 30 mm con il relativo radar Bass tilt, a poppa. Per non penalizzare le capacità di combattimento ASuW capacità antinave è stata programmata l'installazione del nuovo missile Uran simile all'Harpoon, e dotato di un turbogetto, in grado di recapitare la testata da 135 kg a 130 km (per confronto, il SS-N-2 Styx ha un raggio di 80 km per una testata da 500 kg, ma un peso di 2500 kg contro 650), offrendo tra l'altro un bersaglio molto più piccolo dato il profilo di volo totalmente sea skimming, una minore resistenza alle contromisure elettroniche e una velocità praticamente uguale. Solo poche unità hanno tuttavia avuto agli 8 tubi lanciamissili, in sostituzione degli RBU, determinando così un cambiamento considerevole di priorità rispetto alla missione di pattugliamento ASW originario, spostata verso la lotta antinave.

Krivak IV
- I progetti 1135.2 e 1135.3 furono un ammodernamento delle unità Krivak I. I due progetti vengono comunemente chiamati Krivak IV. L'ammodernamento vide la sostituzione dei lanciarazzi RBU-6000 con missili SS-N-25, nuovi radar, nuovi sonar e nuovi sistemi di contromisure elettroniche. Le unità completarono il loro ammodernamento nel 1991. Il progetto 1135.2 ha riguardato Leningradskij Komsomolec, Letučij e Pylkij, mentre il progetto 1135.3, che è un miglioramento del progetto 1135.2 sostanzialmente in alcun elettroniche, è stato limitato solamente allo Žarkij, in quanto il programma di ammodernamento non proseguì in seguito alla fine dell'Unione Sovietica.

## Unità

### Burevestnik
- Bditel'nyj - (1970)
- Bodryj - (1971)
- Svirepyj - (1971)

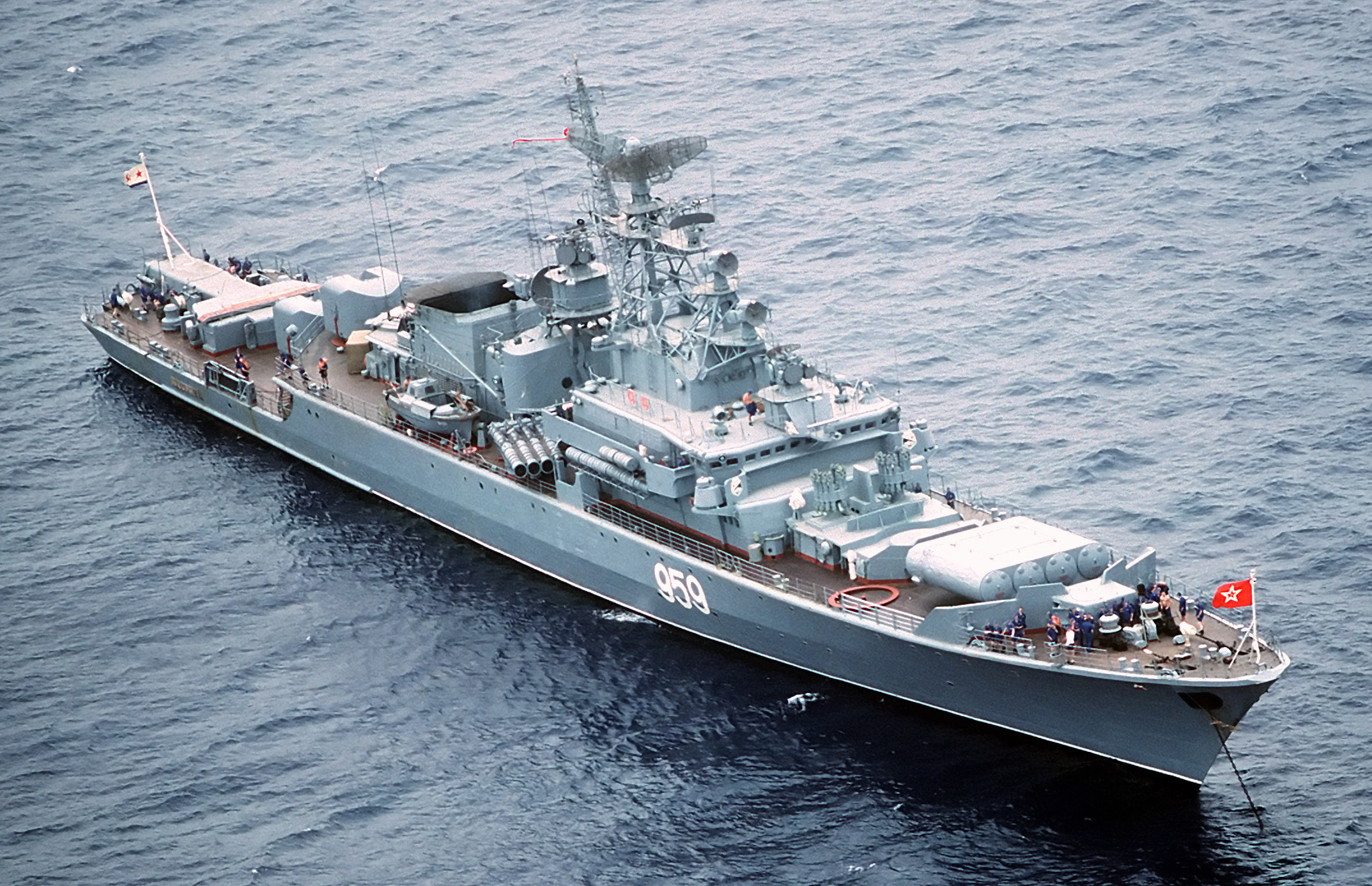
Fregata del tipo Krivak I

- Storoževoj - (1972), questa nave fu protagonista dell'ammutinamento che ispirò il libro La grande fuga dell'Ottobre Rosso
- Razjaščij - (1973)
- Razumnyj - (1974)
- Družnyj - (1975)
- Dostojnyj - (1971)
- Doblestnyyj - (1973)
- Dejatel'nyj - (1973)
- Bezzavetnyj - (1978)
- Bezukoriznennyj - (1980)
- Ladnij - (1980)
- Porvystyj - (1980)
- Žarkij - (1975)
- Retivyj - (1976)
- Leningradskij Komsomolec (1976) - rinominato Lёgkij nel 1992
- Letučij - (1977)
- Pylkij - (1979)
- Zadornyj - (1979)

### Burevestnik M

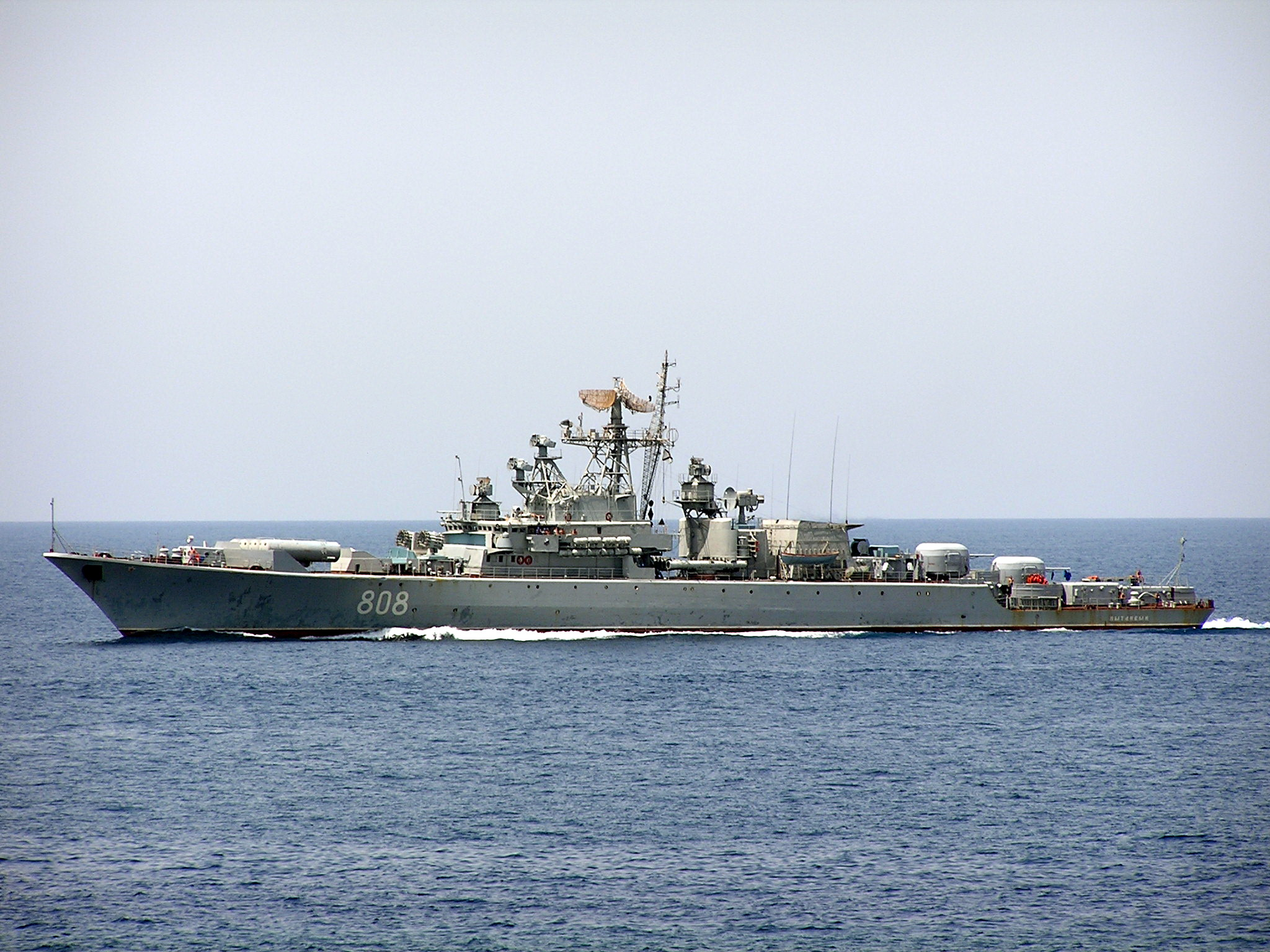
Fregata del tipo Krivak II Pytlivyj nel 2005 nel Mar Rosso

- Bessmennyj - (1979)
- Gordelivyj - (1979)
- Gromkyj - (1979)
- Grozjaščij - (1977)
- Neukrotimyj - (1978)
- Pytlivyj - (1982)
- Razitel'nyj - (1977)
- Revnostnyj - (1980)
- Rezkij - (1976)
- Rezvyj - (1975)
- R'janyj - (1980)

### Nerej
- Menžinskij - (1984)
- Dzeržinskij - (1985)

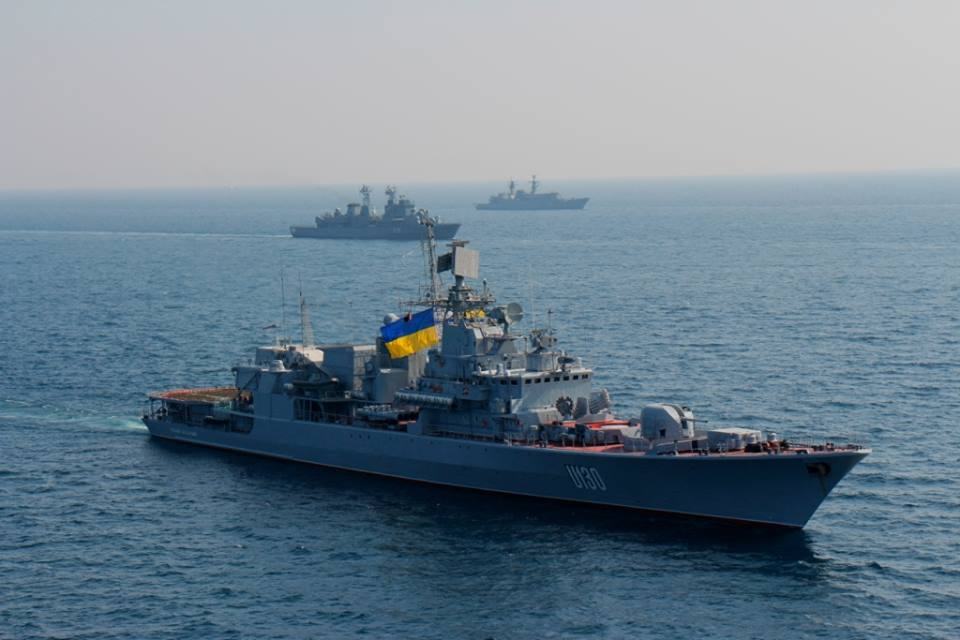
Fregata ucraina del tipo Krivak III Het'man Sahajdačnyj

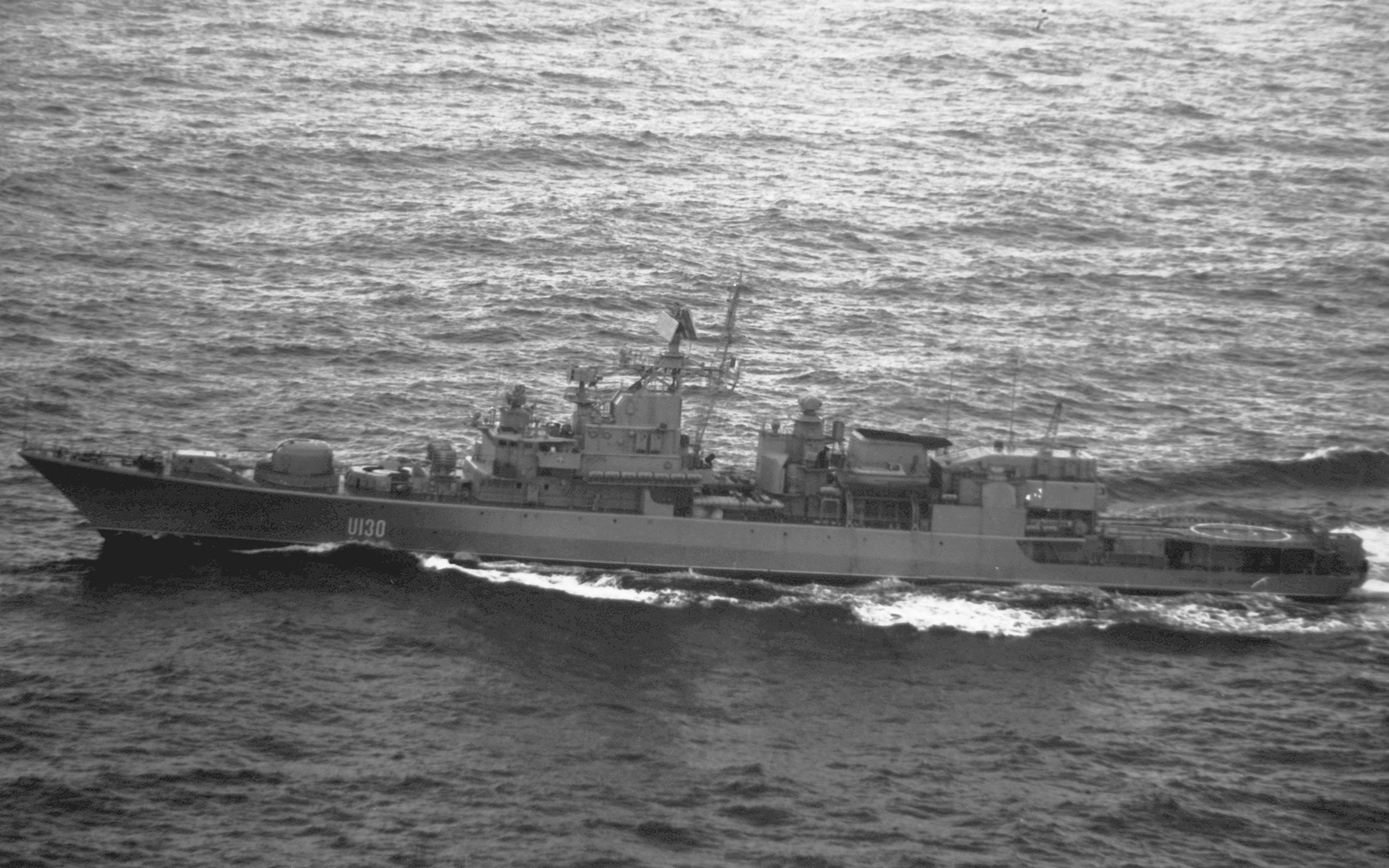
Fregata ucraina del tipo Krivak III Het'man Sahajdačnyj

- Orёl - (ex-Jurij Andropov ribattezzato Imeni XXVII s"ezda KPSS nel 1987) - ribattezzato Orёl nel 1992
- Anadyr - (ex-Imeni 70-Letija Pogranvojsk 1988) ribattezzato
- Pskov - (ex-Imeni LXX Letija VČK-KGB, 1988) - ribattezzato Pskov
- Kedrov - (1989)
- Vorovskij - (1990)
- Het'man Sahajdačnyj (U130 - costruito per l'Ucraina)

### Krivak IV
- Lёgkij - Unità del tipo Krivak I riammodernata ex Leningradskij Komsomolec
- Letučij - Unità del tipo Krivak I riammodernata
- Pylkij - Unità del tipo Krivak I riammodernata
- Žarkij - Unità del tipo Krivak I riammodernata

### Classe Talwar
Altre tre unità che costituiscono una versione migliorata del tipo Krivak III denominate progetto 1135.6 sono state costruite negli anni novanta e vendute all'India dove costituiscono la Classe Talwar. L'India ha ordinato tre ulteriori unità di questo tipo, armate con missile BrahMos.